# Тяньтай (уезд)
Тяньта́й (кит. упр. 天台, пиньинь Tiāntāi) — уезд городского округа Тайчжоу провинции Чжэцзян (КНР).

## История
Во времена первых централизованных империй эти места входили в состав округа Куайцзи (会稽郡), власти округа размещались на месте современного Сучжоу. При империи Хань в 110 году до н. э. в его составе был создан уезд Иньсянь (鄞县). В 85 году до н. э. из уезда Иньсянь был выделен уезд Хуэйпу (回浦县). Во времена Восточной Хань уезд Хуэйпу был переименован в Чжанъань (章安县). В эпоху Троецарствия из уезда Чжанъань был выделен уезд Шипин (始平县). После объединения китайских земель в империю Цзинь уезд Шипин был в 280 году переименован в Шифэн (始丰县). В 347 году из уезда Шифэн был выделен уезд Юэань.
В эпоху Южных и Северных династий во времена южной империи Ци уезду Шифэн было возвращено название Шипин. После того, как китайские земли были объединены империей Чэнь, уезд Шипин снова был переименован в Шифэн. После того, как империя Чэнь сменила название на Суй, в 589 году уезд Шифэн был присоединён к уезду Линьхай. После смены империи Суй на империю Тан уезд Шифэн был в 621 году создан вновь. В 761 году уезд был переименован в Тансин (唐兴县).
В эпоху Пяти династий и десяти царств, когда эти земли находились в составе государства Уюэ, уезд Тансин был в 908 году переименован в Тяньтай. Потом, в составе Поздней Тан, уезд был снова переименован в Шифэн, а в составе государства Поздняя Цзинь он получил название Тайсин (台兴县). После того, как китайские земли были объединены в составе империи Сун, в 960 году уезд снова получил название Тяньтай.
После образования КНР в 1949 году был создан Специальный район Тайчжоу (台州专区), и уезд вошёл в его состав. В 1954 году Специальный район Тайчжоу был расформирован, и уезд перешёл в состав Специального района Нинбо (宁波专区).
В 1957 году Специальный район Тайчжоу был воссоздан, но в 1958 году был расформирован опять, и уезд Тяньтай опять перешёл в состав Специального района Нинбо. 
В 1962 году Специальный район Тайчжоу был восстановлен вновь. В 1973 году Специальный район Тайчжоу был переименован в Округ Тайчжоу (台州地区).
Постановлением Госсовета КНР от 22 августа 1994 году округ Тайчжоу был преобразован в городской округ.

## Административное деление
Уезд делится на 3 уличных комитета, 7 посёлков и 5 волостей.